# Astydamia latifolia
Astydamia latifolia é uma espécie de planta com flor pertencente à família Apiaceae. 
A autoridade científica da espécie é (L.f.) Baill., tendo sido publicada em Histoire des Plantes 7: 208. 1879.

## Portugal
Trata-se de uma espécie presente no território português, nomeadamente no Arquipélago da Madeira.
Em termos de naturalidade é nativa da região atrás indicada.

## Protecção
Não se encontra protegida por legislação portuguesa ou da Comunidade Europeia.